# Білоруська Екстраліга 2009—2010
Сезон Білоруської Екстраліги 2009—10 — 18-й розіграш чемпіонату Білоруської Екстраліги. Регулярний чемпіонат стартував 3 вересня 2009 року, а завершився 24 лютого 2010 року. В сезоні 2009—10 окрім 11 білоруських клубів взяли участь 2 команди з Латвії і один клуб з України. В результаті серії плей-оф були визначені переможці: бронзові медалі виграв «Гомель», «Юність» (Мінськ), перемігши у фінальній серії «Шахтар» (Солігорськ) із рахунком 4:3, виграла золото, а «Шахтар» — срібло.
Матч усіх зірок 2010, який мав відбутися 24 січня на «Мінськ-Арені», був відмінений у зв'язку з епідемією грипу.

## Формат
Чемпіонат екстраліги проводився у два етапи. На 1-му етапі у період з 3 вересня 2009 року по 24 лютого 2010 року 14 команди грали по круговій системі в 4 кола, згідно із затвердженим календарем ігор і визначали переможця регулярного чемпіонату. На 2-му етапі перші вісім команд за підсумками регулярного сезону (включаючи іноземні клуби), у період з 1 березня по 3 квітня, визначали остаточні місця у чемпіонаті за системою плей-оф.

## Команди
В сезоні 2009—10 у Відкритому (міжнародному) чемпіонаті Білорусі окрім одиннадцяти білоруських клубів брали участь дві команди з Латвії і один клуб з України.
| Команда               | Місто       | Арена                              | Місткість | Заснована |
| --------------------- | ----------- | ---------------------------------- | --------- | --------- |
| Юність-Мінськ         | Мінськ      | Крита ковзанка ХК «Юність-Мінськ»  | 767       | 1975      |
| ХК Гомель             | Гомель      | Гомельський льодовий палац спорту  | 2,700     | 2000      |
| Металург Жлобин       | Жлобин      | Льодовий палац спорту «Металург»   | 2,018     | 2006      |
| Хімволокно-Могильов   | Могильов    | Палац спорту «Могильов»            | 3,048     | 2000      |
| ХК Вітебськ           | Вітебськ    | Вітебський льодовий палац спорту   | 1,900     | 2000      |
| Керамін-Мінськ        | Мінськ      | Мінський льодовий палац спорту     | 1,823     | 1999      |
| Німан Гродно          | Гродно      | Льодовий палац спорту              | 2,550     | 1988      |
| Хімік-СКА Новополоцьк | Новополоцьк | Палац спорту і культури            | 1,200     | 1993      |
| Металургс Лієпая      | Лієпая      | Олімпійський льодовий холл         | 1,900     | 1997      |
| Шинник Бобруйськ      | Бобруйськ   | Бобруйськ-Арена                    | 7,192     | 2008      |
| ХК Брест              | Берестя     | Брестський льодовий палац спорту   | 2,000     | 2000      |
| Шахтар Солігорськ     | Солігорськ  | Солігорський льодовий палац спорту | 1,800     | 2009      |
| Динамо-Юніорс         | Рига        | Льодова арена Inbox.lv             | 1,500     | 2009      |
| Сокіл Київ            | Київ        | Льодова арена «Термінал»           | 1,500     | 1963      |

## Матч усіх зірок Екстраліги
Матч усіх зірок Білоруської Екстраліги в сезоні 2009—10 не відубувся. Федерація хокею Республіки Білорусь пояснила це рішення численними переносами матчів в чемпіонаті Білорусі через епідемію грипу, а також початком заключного етапу підготовки національної збірної команди Республіки Білорусь до зимових Олімпійських ігор 2010.
Планувалося, що Матч усіх зірок Білоруської Екстраліги пройде на «Мінськ-Арені» 24 січня — за тиждень до проведення там Матчу усіх зірок Континентальної хокейної ліги. Команді, складеній із гравців з білоруськими паспортами, повинна була протистояти дружина легіонерів.

## Турнірна таблиця
| №   | Команда               | І  | В  | ВО | ВБул. | ПО | ПБул. | П  | Очк. | %О | Г   | ПШ  | Штр. | Господарі | Гості     |
| --- | --------------------- | -- | -- | -- | ----- | -- | ----- | -- | ---- | -- | --- | --- | ---- | --------- | --------- |
| 1.  | Юність-Мінськ         | 52 | 40 | 1  | 2     | 0  | 3     | 6  | 129  | 83 | 205 | 85  | 815  | 22-1-1-2  | 18-2-2-4  |
| 2.  | Шахтар Солігорськ     | 52 | 34 | 2  | 2     | 0  | 2     | 12 | 112  | 72 | 185 | 114 | 831  | 16-3-1-6  | 18-1-1-6  |
| 3.  | ХК Гомель             | 52 | 31 | 0  | 5     | 0  | 4     | 12 | 107  | 69 | 183 | 110 | 1052 | 17-3-2-4  | 14-2-2-8  |
| 4.  | Сокіл Київ            | 52 | 31 | 0  | 5     | 2  | 2     | 12 | 107  | 69 | 169 | 116 | 900  | 16-4-0-6  | 15-1-4-6  |
| 5.  | Хімволокно-Могильов   | 52 | 28 | 0  | 2     | 2  | 2     | 18 | 92   | 59 | 143 | 132 | 791  | 18-0-2-6  | 10-2-2-12 |
| 6.  | Керамін-Мінськ        | 52 | 24 | 2  | 4     | 0  | 2     | 20 | 86   | 55 | 157 | 140 | 734  | 14-3-0-9  | 10-3-2-11 |
| 7.  | Німан Гродно          | 52 | 23 | 2  | 4     | 1  | 4     | 18 | 86   | 55 | 175 | 163 | 822  | 16-3-2-5  | 7-3-3-13  |
| 8.  | ХК Вітебськ           | 52 | 20 | 1  | 6     | 0  | 2     | 23 | 76   | 49 | 116 | 120 | 772  | 15-3-2-6  | 5-4-0-17  |
| 9.  | Металург Жлобин       | 52 | 18 | 1  | 6     | 2  | 4     | 21 | 74   | 47 | 133 | 134 | 604  | 10-6-1-9  | 8-1-5-12  |
| 10. | Металургс Лієпая      | 52 | 16 | 0  | 5     | 0  | 3     | 28 | 61   | 39 | 126 | 166 | 734  | 10-3-1-12 | 6-2-2-16  |
| 11. | Динамо-Юніорс         | 52 | 13 | 0  | 2     | 2  | 4     | 31 | 49   | 31 | 134 | 203 | 711  | 9-1-3-13  | 4-1-3-18  |
| 12. | ХК Брест              | 52 | 10 | 2  | 3     | 2  | 6     | 29 | 48   | 31 | 115 | 179 | 716  | 8-0-5-13  | 2-5-3-16  |
| 13. | Шинник Бобруйськ      | 52 | 9  | 0  | 2     | 1  | 3     | 37 | 35   | 22 | 116 | 203 | 841  | 7-1-2-16  | 2-1-2-21  |
| 14. | Хімік-СКА Новополоцьк | 52 | 7  | 1  | 0     | 0  | 7     | 37 | 30   | 19 | 103 | 195 | 886  | 5-1-6-14  | 2-0-1-23  |

## Статистика

### Найкращі бомбардири
Список 10 найкращих гравців, сортованих за очками. Список розширений, оскільки деякі гравці набрали рівну кількість очок. До списку включені усі гравці із однаковою кількістю очок.
| №  | Гравець             | Команда           | І  | Г  | П  | Очк. | +/– | Ш  |
| -- | ------------------- | ----------------- | -- | -- | -- | ---- | --- | -- |
| 1. | Олександр Матерухін | Юність-Мінськ     | 52 | 32 | 40 | 72   | +37 | 99 |
| 2. | Олег Тимченко       | Юність-Мінськ     | 49 | 32 | 37 | 69   | +34 | 59 |
| 3. | В'ячеслав Лисичкін  | Німан Гродно      | 50 | 21 | 35 | 56   | -2  | 58 |
| 4. | Олександр Жидких    | ХК Гомель         | 52 | 24 | 30 | 54   | +24 | 12 |
| 5. | Віктор Блінов       | Металург Жлобин   | 52 | 20 | 30 | 50   | +13 | 54 |
| 6. | Роман Сальников     | Сокіл Київ        | 48 | 14 | 34 | 48   | +12 | 46 |
| 7. | Дмитро Ігошин       | Керамін-Мінськ    | 51 | 18 | 27 | 45   | +15 | 38 |
| 8. | Дмитро Цируль       | Сокіл Київ        | 35 | 18 | 25 | 43   | +14 | 48 |
|    | Євген Ковиршин      | Шахтар Солігорськ | 46 | 15 | 28 | 43   | +22 | 18 |
|    | Євген Курилін       | Юність-Мінськ     | 49 | 13 | 30 | 43   | +29 | 18 |

### Найкращі воротарі
Список найращих 10 воротарів, сортованих за відсотком пропущених шайб. 
| №   | Гравець             | Команда             | І  | Хвн     | В  | П  | ША | ПШ | Коеф. | ВК  | %ВК  |
| --- | ------------------- | ------------------- | -- | ------- | -- | -- | -- | -- | ----- | --- | ---- |
| 1.  | Сергій Шабанов      | Юність-Мінськ       | 39 | 2285:28 | 30 | 8  | 10 | 59 | 1.55  | 899 | 93.8 |
| 2.  | Максим Малютін      | ХК Вітебськ         | 27 | 1485:53 | 12 | 12 | 3  | 45 | 1.82  | 541 | 92.3 |
| 3.  | Ігор Карпенко       | Сокіл Київ          | 20 | 1213:31 | 12 | 8  | 4  | 38 | 1.88  | 484 | 92.7 |
| 4.  | Міка Окса           | Шахтар Солігорськ   | 26 | 1570:40 | 21 | 5  | 3  | 50 | 1.91  | 629 | 92.6 |
| 5.  | Ігор Брикун         | ХК Гомель           | 34 | 2040:10 | 22 | 12 | 5  | 67 | 1.97  | 773 | 92.0 |
| 6.  | Дмитро Карпіков     | ХК Гомель           | 19 | 1115:38 | 14 | 4  | 0  | 39 | 2.10  | 415 | 91.4 |
| 7.  | Костянтин Симчук    | Сокіл Київ          | 26 | 1574:01 | 19 | 7  | 4  | 58 | 2.21  | 648 | 91.8 |
|     | Степан Горячевських | Шахтар Солігорськ   | 18 | 1060:47 | 11 | 7  | 1  | 39 | 2.21  | 417 | 91.4 |
| 9.  | Арунас Алейніковас  | Металург Жлобин     | 35 | 1916:10 | 15 | 16 | 4  | 74 | 2.32  | 881 | 92.3 |
| 10. | Леонід Гришукевич   | Хімволокно-Могильов | 44 | 2377:06 | 24 | 17 | 4  | 94 | 2.37  | 972 | 91.2 |

І = проведено ігор; Хвл = часу на льоду (хвилини:секунди); В = виграші; П = поразки; ША = шатаути; ПШ = пропущено шайб; Коеф. = відсоток пропущених шайб; ВК = відбито кидків; %ВК = відсоток відбитих кидків

## Плей-оф

### Посів плей-оф
8 команд, які за підсумками регулярного чемпіонату посіли найвищі місця, кваліфікувалися до серії плей-оф. Команда «Юність-Мінськ» стала переможцем регулярного чемпіонату, набравши 129 очок.
1. Юність-Мінськ — 129 очок
2. Шахтар Солігорськ — 112 очок
3. ХК Гомель — 107 очок
4. Сокіл Київ — 107 очок
5. Хімволокно-Могильов — 92 очки
6. Керамін-Мінськ — 86 очок
7. Німан Гродно — 86 очок
8. ХК Вітебськ — 76 очок

### Сітка плей-оф
В 1/4 фіналу команди розділені на пари згідно із зайнятими місцями за підсумками першого етапу: 1—8, 2—7, 3—6, 4—5. В 1/2 фіналу учасники розподіляються за наступним принципом: команда, що посіла за підсумками першого етапу найвище місце, зустрічається з командою, що посіла найнижче місце. 
- 1/4 і 1/2 фіналу проводяться до 3-х перемог, фінал — до 4-х перемог однієї з команд.
- ігри за третє місце не проводяться, третє місце присуджується команді, що програла в 1/2 фіналу і посіла в регулярному чемпіонаті найвище місце.
- команди, що посіли найвищі місця на 1-му етапі, перші два матчі в 1/4 і 1/2 фіналу проводять вдома, два матчі-відповіді — на виїзді; якщо виявиться потрібним п'ятий — вдома. У фіналі перші два матчі проводить вдома, два матчі-відповіді — на виїзді, якщо виявляться потрібними, п'ятий — вдома, шостий — на виїзді, сьомий — вдома.

|  | Чвертьфінали | Чвертьфінали        | Чвертьфінали |                   |                   | Півфінали         | Півфінали | Півфінали |  |  | Фінал | Фінал         | Фінал |
|  |              |                     |              |                   |                   |                   |           |           |  |  |       |               |       |
|  | 1            | Юність Мінськ       | 3            |                   |                   |                   |           |           |  |  |       |               |       |
|  | 8            | ХК Вітебськ         | 0            |                   |                   |                   |           |           |  |  |       |               |       |
|  | 8            | ХК Вітебськ         | 0            |                   | 1                 | Юність Мінськ     | 3         |           |  |  |       |               |       |
|  |              |                     |              |                   | 1                 | Юність Мінськ     | 3         |           |  |  |       |               |       |
|  |              | 4                   | Сокіл Київ   | 0                 |                   |                   |           |           |  |  |       |               |       |
|  | 4            | 4                   | Сокіл Київ   | 0                 | Сокіл Київ        | 3                 |           |           |  |  |       |               |       |
|  | 4            |                     |              |                   | Сокіл Київ        | 3                 |           |           |  |  |       |               |       |
|  | 5            | Хімволокно Могильов | 2            |                   |                   |                   |           |           |  |  |       |               |       |
|  |              |                     |              |                   |                   |                   |           |           |  |  | 1     | Юність Мінськ | 4     |
|  |              |                     | 2            | Шахтар Солігорськ | 3                 |                   |           |           |  |  |       |               |       |
|  | 3            | ХК Гомель           | 3            |                   |                   |                   |           |           |  |  |       |               |       |
|  | 6            | Керамін Мінськ      | 0            |                   |                   |                   |           |           |  |  |       |               |       |
|  | 6            | Керамін Мінськ      | 0            |                   | 2                 | Шахтар Солігорськ | 3         |           |  |  |       |               |       |
|  |              |                     |              |                   | 2                 | Шахтар Солігорськ | 3         |           |  |  |       |               |       |
|  |              | 3                   | ХК Гомель    | 1                 |                   |                   |           |           |  |  |       |               |       |
|  | 2            | 3                   | ХК Гомель    | 1                 | Шахтар Солігорськ | 3                 |           |           |  |  |       |               |       |
|  | 2            |                     |              |                   | Шахтар Солігорськ | 3                 |           |           |  |  |       |               |       |
|  | 7            | Німан Гродно        | 0            |                   |                   |                   |           |           |  |  |       |               |       |

## Нагороди

### Гравці
На засіданні виконкому Федерації хокею Республіки Білорусь були визначені лауреати сезону. Найкращими в сезоні 2009—10 були визнані:
| Найкращий воротар                  | Міка Окса           | «Шахтар» (Солігорськ) |
| Найкращий захисник                 | Олексій Баранов     | «Юність» (Мінськ)     |
| Найкращий нападник                 | Олександр Матерухін | «Юність» (Мінськ)     |
| Найкращий нападник захисного плану | Олександр Усенко    | ХК «Гомель»           |
| Найкращий молодий хокеїст          | Михайло Хоромандо   | ХК «Гомель»           |
| Найкращий арбітр                   | Василь Биковський   | м. Вітебськ           |
| Найкраща арена                     | «Бобруйськ-Арена»   | м. Бобруйськ          |
| Найкращий тренер                   | Михайло Захаров     | «Юність» (Мінськ)     |

### Команда-переможець
| Чемпіон Білорусі Юність Мінськ | Воротарі: Віталій Бєлінський, Сергій Шабанов Захисники: Олексій Баранов, Олексій Денискін, Сергій Єркович, Андрій Карєв, Артем Остроушко, Олександр Рядинський, Дмитро Толкунов, Сергій Шелег. Нападники: Олександр Боровков, Дмитро Дудик, Костянтин Захаров, Олександр Кітаров, Владислав Клочков, Сергій Королик, Євген Курилін (А), Олександр Матерухін (К), Артем Сенькевич, Максим Слиш, Андрій Степанов, Олег Тимченко, Сергій Яновський Тренер: Михайло Захаров |

## Вища ліга
Чемпіонат проходив з 16 вересня 2009 по 27 березня 2010.
| М   | Команда                 | І  | В  | ВО | ПО | П  | Ш       | О   |
| --- | ----------------------- | -- | -- | -- | -- | -- | ------- | --- |
| 1.  | Юніор (Мінськ)          | 45 | 31 | 4  | 3  | 7  | 168:110 | 104 |
| 2.  | ХК Гомель-2             | 45 | 26 | 4  | 7  | 8  | 186:118 | 93  |
| 3.  | ХК Металург-2           | 45 | 24 | 5  | 3  | 13 | 166:123 | 85  |
| 4.  | Німан-2 Гродно          | 45 | 24 | 6  | 1  | 14 | 195:149 | 85  |
| 5.  | Керамін-2               | 45 | 25 | 1  | 5  | 14 | 163:138 | 82  |
| 6.  | Хімік-СКА-2 Новополоцьк | 45 | 19 | 5  | 1  | 19 | 172:148 | 68  |
| 7.  | Хімволокно-2 (Могильов) | 45 | 17 | 2  | 2  | 24 | 159:167 | 57  |
| 8.  | ХК Вітебськ-2           | 45 | 13 | 2  | 2  | 28 | 116:166 | 45  |
| 9.  | ХК Брест-2              | 45 | 8  | 2  | 4  | 31 | 131:209 | 32  |
| 10. | Юніорс Рига             | 45 | 5  | 1  | 4  | 34 | 116:244 | 21  |

### Плей-оф
Чвертьфінали
- Гомель-2 - Хімволокно-2 - 3:2, 4:3
- Юніор (Мінськ) - Вітебськ-2 - 10:0, 7:0
- Металург-2 - Хімік-СКА-2 - 2:7, 1:6
- Німан-2 - Керамін-2 - 4:5, 3:1, 3:2

Півфінали
- Гомель-2 - Німан-2 - 5:4 (ОТ), 2:3, 0:4, 2:1, 4:3 (бул.)
- Юніор (Мінськ) - Хімік-СКА-2 -  4:3 (ОТ), 2:3, 3:2, 4:6, 6:3

Матч за 3-є місце
- Німан-2 - Хімік-СКА-2 - 7:5, 7:5, 1:4, 5:3

Фінал
- Юніор (Мінськ) - Гомель-2 - 2:1, 3:4 (бул.), 2:1